# Långsjön (Bollnäs socken, Hälsingland, 677054-151451)
Långsjön är en sjö i Bollnäs kommun i Hälsingland och ingår i Testeboåns huvudavrinningsområde. Sjön är 14,4 meter djup, har en yta på 0,302 kvadratkilometer och befinner sig 308,6 meter över havet. Sjön avvattnas av vattendraget Stenån.

## Delavrinningsområde
Långsjön ingår i det delavrinningsområde (677125-151398) som SMHI kallar för Utloppet av Långsjön. Medelhöjden är 335 meter över havet och ytan är 3,03 kvadratkilometer. Räknas de 3 avrinningsområdena uppströms in blir den ackumulerade arean 12,95 kvadratkilometer. Stenån som avvattnar avrinningsområdet har biflödesordning 3, vilket innebär att vattnet flödar genom totalt 3 vattendrag innan det når havet efter 98 kilometer. Avrinningsområdet består mestadels av skog (89 procent). Avrinningsområdet har 0,36 kvadratkilometer vattenytor vilket ger det en sjöprocent på 7,5 procent.